# تشم ليشان (الريف الشرقي)
تشم ليشان (بالفارسية: چم لیشان) هي منطقة سكنية تقع في إيران في قسم الريف الشرقي الريفي. يقدر عدد سكانها بـ 142 نسمة بحسب إحصاء 2016.